# Севан (езеро)
Вижте пояснителната страница за други значения на Севан.
Севан (на арменски: Սևանա լիճ) е най-голямото езеро в Армения и Кавказкия регион и един от най-големите резервоари с прясна вода в Евразия. Площ преди понижаването на нивото му 1360 km², след понижаването – 1242 km² (2007 г.), средна дълбочина 28,5 m, максимална 79,4 m.

## Етимология
Името Севан произлиза от урартската дума суйния или суния, която означава езеро. В миналото името се обяснява с арменските думи сев – черен и ванк – манастир, какъвто е цвета на манастира Севанаванк.

## География

### Географско положение, брегове
Езерото Севан е разположено е на 1900 m н.в. в североизточната част на Армения и Арменската планинска земя. В сегашния си вид се формира преди около 25 000 – 30 000 години. Заема централната част на обширна междупланинска котловина, оградена от всички страни с високи планински хребени: от северозапад – Памбакски, от север Арегунийски, от североизток – Шахдагски (Севенски), от изток – Източносевански, от юг – Вардениски (Южносевенски) и от запад – Гегамски. От два малки полуострова се дели на две части: по-малка северозападна наименувана Малък Севан и по-голяма югоизточна – Голям Севан, съединени помежду си с широк проток. Малък Севан се отличава с по-голямата си дълбочина 79,4 m и по-разчленени брегове. В Голям Севан дъното е равно, бреговете са слабо разчленени, а дълбочината му е до 35 m. В северозападната част на езерото в миналото се е издигал скалист и с отвесни брегове остров Севан, на който е бил изграден Севанският манастир, но поради понижаването на нивото на езерото островът се е превърнал в полуостров.

### Хидроложки показатели
Площта на водосборния басейн на Севан е около 5000 km², площ на езерното огледало 1242 km², обем 32,8 km³. В него се вливат 28 реки и водни потоци, по-големи от които са Масрик, Байдара, Варденис, Мартуни, Аргучи, Цакар, Кукудере, вливащи се основно в южната му част. От северозападния му ъгъл изтича река Раздан, ляв приток на Аракс. Воднота повърхност на езерото има лазурно-син цвят с прозрачност на водата до 11 m и средна минерализация 716 mg/l. Многогодишното колебание на водното ниво е от порядъка на 0,6 m, като най-високо е през юли и август, а най-ниско през февруари и март. Във водния баланс на езерото основна е ролята на повърхностното подхранване – 727 млн.m³ годишно, дъждовно и снежно подхранване – 491 млн.m³. В разходната част на водния баланс изпарението съставлава 1083 млн.m³, подземния отток – 85 млн.m³, а оттока по река Раздан – 50 млн.m³ (Приведените данни се отнасят за естественото състояние на езерото). Средната температура на повърхностния слой вода през юли и август е 17-19 °C (максимална до 24 °C), през януари и февруари 1,5-1,8 °C. През по-голямата част от годината в езерото се наблюдава хипотермия. Цялото езеро замръзва само през изключително сурови зими. В поместената по-долу таблица са показани измененията на морфометричните данни за езерото.

| Показатели                     | 1936 г. | 2000 г. | Разлика |
| Максимална дълбочина (m)       | 98,7    | 79,7    | -19,0%  |
| Средна дълбочина (m)           | 41,3    | 26,8    | -35,0%  |
| Площ на водното огледало (km³) | 1416,2  | 1238,8  | -12,5%  |
| Обем (km³)                     | 58,5    | 33,2    | -43,2%  |
| Ниво (m)                       | 1916,0  | 1896,7  | -19,3 m |

## Стопанско значение
През 2001 г. езерото юридически е окачествено като „стратегическа екосистема за икономиката, науката, обществото, медицината, климата, рекреацията, естетиката и духовенството“.
В езерото се срещат 90% от рибите и 80% от сладководните раци, разпространени в Армения. То е с икономическо, културно и рекреационно значение.
Езерото е с важно значение за производство на евтина електроенергия, напояване, риболов и туризъм.
Но северозападното му крайбрежие е разположен град Севан, на южното – сгт Мартуни, а на 7 km западно от него – град Гевар.

## Топографска карта
- К-38-XХХІІІ М 1:200000[8]
- К-38-XХХІV М 1:200000[9]